# Castello Consort
Het Castello Consort is een Nederlands ensemble voor muziek uit de zestiende en zeventiende eeuw (renaissance en vroegbarok), en specialiseert zich in de historische uitvoeringspraktijk daarvan. Daarnaast werkt het ensemble soms samen met nog levende componisten, vaak in combinatie met oude muziek, om de technische en expressieve mogelijkheden van hun historische instrumentarium verder te verkennen. De naam van het ensemble is afgeleid van de Italiaanse vroeg-barokke componist Dario Castello, een van de eerste componisten die virtuoze kamermuziek voor specifieke combinaties van strijkers, blazers en basso continuo schreef.

## Geschiedenis
Het ensemble trad op tijdens het Festival Oude Muziek Utrecht, het Radovljica Festival (Slovenië), de Internationale Händel-Festspiele in Göttingen (Duitsland), het Beverley Early Music Festival (Engeland), Festival d'Ambronay (Frankrijk), Festival Barocco è il mondo (Italië), Festival Fonte Vivace (Duitsland), en tijdens de Tage Alter Musik Medingen (Duitsland). 
In 2017 werd het ensemble geselecteerd voor het Eeemerging-programma, een Europees initiatief voor jonge, opkomende ensembles in de oude muziek. In 2026 heeft het ensemble hun debuut in het Concertgebouw Amsterdam.

## CD's
Het Castello Consort presenteerde in 2023 hun debuut-CD 'Fantastissimus' bij het label Navis Classics, met daarop zeventiende-eeuwse kamermuziek en hedendaagse werken die componist Martijn Padding voor het ensemble schreef. In 2025 zal hun tweede CD bij hetzelfde label uitkomen, met de naam 'Symphoniae'. Daarop is muziek van het Brusselse hof (rondom aartshertog Leopold Wilhelm) rond 1650 te horen. In 2026 komt de derde CD uit met de naam 'Ligeti x Frescobaldi', waarop het monumentale pianowerk 'Musica Ricercata' van György Ligeti de rode draad vormt, en steeds wordt afgewisseld met canzona's en ricercares van Girolamo Frescobaldi. 

## Orgel
Na jarenlang onderzoek liet het Castello Consort hun eigen transportabele orgel bouwen, naar voorbeelden uit zeventiende-eeuws Italië. De bouwer was Orgelmakerij Reil uit Heerde. In 2020 ging het orgel live op de Nederlandse Radio 4 (NTR Avondconcert) in première, en sindsdien is het instrument regelmatig op het podium te horen als onderdeel van het ensemble.

## Organisatie
Het ensemble is geregistreerd als Stichting Castello Consort, en bezit de Culturele ANBI-status.